# Izvoshra
Izvoshra is een naam die door Generaal Grievous werd gegeven aan zijn elite groep van Kaleeshe strijders. Het woord "Izvoshra" betekent simpelweg "mijn elite". In deze groep bevonden zich slechts acht strijders, een getal dat een heilige betekenis heeft bij de Kaleesh.

## Geschiedenis
De Izvoshra werd echter niet gevormd na de dood van Ronderu lij Kummar en de reis van Grievous naar Abesmi (voor meer uitleg, zie artikel Generaal Grievous); verscheidenen onder hen vochten al jaren samen met de Generaal. 
Onder de Izvoshra bevindt zich bijvoorbeeld een strijder die Grievous vond terwijl hij vastzat op Grendaju, waarvan de Generaal geloofde dat hij tot hetzelfde jagersras van Kummar behoorde.  Weer een andere vocht vroeger op de andere zijde van de planeet, en nog een andere was een vroeger lid van de Muja-Bandieten die Kalee's tempels ontheiligden.
Elke strijder van de Izvoshra was eveneens een khan; ze hadden elk hun eigen brigade van kolkpravis-soldaten, en ze werden gekozen omwille van hun vaardigheden en liefde voor Kalee.
De Izvoshra volgde Grievous in zijn succesvolle wraakactie tijdens de Huk-oorlog, terwijl zij duizenden Yam'rii doodden; eveneens verlieten zij Kalee met hem om Huk-kolonies aan te vallen.  Na de abrupte tussenkomst van de Jedi in de oorlog, kwam Grievous in dienst van de InterGalactische Bankiersclan, maar de IBC weigerde de Izvoshra in te huren.  Daarom begon San Hill, met de toestemming van Graaf Dooku, met het produceren van de geavanceerde  IG-100 MagnaGuard om dienst te doen als Grievous' oude elite. Nadat Grievous te horen kreeg dat de Huk Kalee's tempels ontheiligden, brak hij zijn contract met de IBC.  Hij verzamelde de Izvoshra aan boord van Martyr, en hij maakte voorbereidingen om de oorlog opnieuw op te nemen. Alle leden van de Izvoshra stierven toen de bom die Bond erin had verborgen ontplofte boven de Jenuwaa Zee, met als doel Grievous' terugkeer te saboteren.